# CDレコーダー

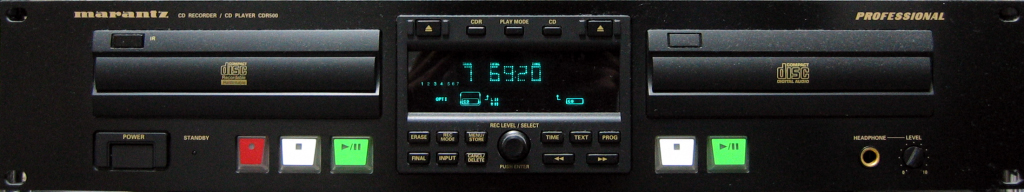
業務用ダブルデッキCDレコーダー

CDレコーダー（シー ディー レコーダー）とは、CD-R/RWドライブを内蔵し、外部機器からのデジタル音声入力用のAES/EBU端子またはS/PDIF端子、アナログ音声入力用のADC及び音声再生用のDACを搭載した音響機器である。ディスクに音声を記録するフォーマットはCD-DAである。CD-RやCD-RWに音声を記録することからCD-R/RWレコーダーとも呼ばれる。製品としては民生用と業務用に大別できる。
この他、パソコンを使わずにCDの音楽をスマートフォンやデジタルオーディオプレーヤーへ取り込める機器の事を「CDレコーダー」と称することがある。

## 概要
CDレコーダーの主な用途は音楽CDからのコピーやラジオ番組からのエアチェックである。これらをCDレコーダーで記録したものはCD-DAフォーマットで作成されるため一般的なCDプレーヤーで再生可能である。カセットテープやMDが専用のデッキがなければ再生できないのに対し、CDレコーダーで作成したCD-RはファイナライズによりTOC信号を書き込むことで一般的な音楽CDと互換性がとれるため、すでにCDプレーヤーを所有している環境であれば別途機器を用意することなく再生が可能である。ただしCD-Rは音楽CDに比べて反射率が低いため一部のCDプレーヤーでは再生できない（特にピックアップからのレーザー出力が低下している古い機種や、読み取りの判別がシビアな高級機に見られる）。またCD-RWは特に反射率が低いため、特別に対応を謳った機種でない限り再生不可である。
DVDプレーヤーやSACDプレーヤーの場合、DVDやSACDとはレーザーの波長が違うために基本的には互換性がない。しかしCD-R普及後に発売された機種では波長の切り替えに対応しているものが多く再生が可能である場合が多い。なおこれらはPCで作成したCD-R/RWについても同じである。
CDレコーダーの特徴としてCCCDからの録音が可能であるという点が挙げられる。これはPCでのリッピングとは異なり、録音に際して通常の再生動作を行っているためである（しかし再生側のデッキにCCCD特有の負担が掛かるという点では同じであり自己責任となる）。言わばCDからMDへの録音と原理は同じである。逆にCCCDをCDレコーダーで再生する場合（ダブルデッキであれば録音側の場合）、PCのドライブと同じ動作をする事があるため再生できない場合がある。
ほとんどのメーカーのCDレコーダーの場合、音楽用CD-R以外のパソコンで使用するデータ用CD-Rを挿入すると、エラー表示が出る。
たとえばパイオニアの場合、データ用CD-Rに録音しようとすると「商業用ディスクが入っている」という意味のエラーが出る。
音楽用CD-Rは発売当初こそデータ用CD-Rに比べ需要が少なかったこともあり店頭では陳列棚などの隅に追いやられていたりするか、または取り扱っていないこともあったが、近年は大容量のフラッシュメモリー媒体や後継ディスクメディア、クラウドストレージサービスの普及、パソコンの標準構成から光学ディスクドライブが外されつつあるなどデータ用CD-Rの需要は減退しており、かつ音楽用CD-Rメディアをパソコンでデータ用CD-Rとして使用しても特に問題はないためCD-Rメディアは音楽用のみ取り扱いとする店舗も多い。コンビニエンスストアなどでも扱いの有無は各店舗ごとの裁量で決められており、いずれにせよ入手には注意を要する。

## 民生用CDレコーダー

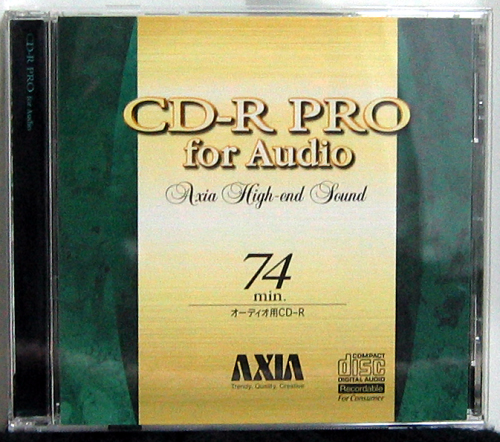
音楽用CD-R

SCMSに準拠し、録音には専用の音楽用メディアを用いる。データ用のCD-R/RWは使用できない。また2倍速以上の高速録音に対応している機種はHCMSが適用される。製品はフルサイズの据え置き型のほか、ミニコンポサイズのものや他のコンポーネントとの一体型のものが発売されている。

## 業務用CDレコーダー
音楽製作者向けに発売されている製品。そのためSCMSやHCMSといったコピー制限は適用されず、データ用のCD-R/RWも使用可能である。音楽製作者向けではあるが一般にも流通している。

## 普及状況
民生用CDレコーダー発売当初はMDデッキのように普及が期待されたものの、その通りになったとは言い難い状況である。その原因として、PCでもCD-R/RWを作成可能であるという点が挙げられる。当時すでにCD-R/RWが普及した中での民生用CDレコーダーは、「コピー制限がある」「割高な音楽用ディスクを使わざるを得ない」という点で利便性に劣るものであった。
特にコピー制限の特徴としては、PCで音楽CDからCD-R（またはCD-RW）にコピーした場合、元の音楽CDと同じ条件（コピー制限なし）でコピーできることに比べ、民生用CDレコーダーで録音した音楽用CD-Rにはコピー制限 (SCMS) がかかるため、その音楽用CD-R/RWからMDなどのデジタルオーディオ機器への録音およびHDDカーナビゲーションへのリッピング（「このCDは録音できません」などの警告が出て再生しか出来ない）が不可能になることなどが挙げられる。そのためこうした孫ディスクを作成したい場合やリッピングの際には結局、PCを利用することになる。カーナビで録音したい場合単にディスクイメージであるisoを抽出するディスクコピーでは無く音楽用CD-RからMP3やWAVなどに一度変換してから音楽CDを作成する必要がある。
また記録速度もシングルドライブレコーダーでは等倍速、ダブルドライブレコーダーでも2倍あるいは4倍速という状況では次々と高速化を果たすPC用光学ドライブユニットとの差は大きく感じられるものであった。また殆どの音楽用ディスクも音楽用を示すフラグ以外はPC用と同じであり、各社すでに高速用ディスクの生産へとシフトしていた現状では低速での書き込みに大きなメリットがなかったのも事実である。コンパクトカセット（≒カセットテープ）・MDの各種レコーダーの代替にCDレコーダーを搭載したミニコンポも数社から発売されたが、当然ながらCDの録音時間（最大80分）を超えるラジオ番組の留守中や就寝時のタイマー録音には対応できず（当人がその場に居たとしてもディスク入れ替えに時間を要する）、また当時としては地に足が付いていない未成熟な技術でもあったのでエラーなどの不具合も多く録音に失敗することもあり、一度録音に失敗したCD-Rは再使用出来ない上に聞き逃してしまうというコンパクトカセットやDCC、MD、DAT、果てはVHSやβといった家庭用ビデオデッキを接続したPCMプロセッサーを用いた一部のデジタルオーディオレコーダーやオープンリールレコーダー以上に不便な点が見受けられた。とくにコンパクトカセットは録音オートリバースがあれば多少途切れは起こるが長時間録音は可能であり（コンパクトカセットのデジタル版であるDCCは設計段階から録音時のオートリバース機構は必須となっている）、MDには付いていればモノラルかMDLPにて長時間録音機能がある。尤も、DATは標準モードで90分以上のテープを用いて長時間録音を活用するか、サンプリング周波数/量子化ビット数が32kHz/12bitに制限され当然録音品質は低下するものの、LPモードという長時間録音機能を利用することが可能である。以上の点からCD-R/RWへの音声の記録はPCを用いて行われることが一般的となっている。
なおCDレコーダーはレコードやカセットテープなどの外部アナログ機器からのダビングとしての利用も期待されたが、近年では、PCにUSB接続して音声を取り込めるオーディオデバイスや付属してある編集ソフト（中には波形が表示でき、それを目視してトラック分割を手動で行えるものもある）により、CDレコーダーよりもダビングによる失敗のない周辺機器も普及している。
しかしCDレコーダーはPCを使わずに使用できる手軽さがあり、一定のシェアを得ているのは事実である。特に業務用CDレコーダーは利便性が高く、プロでなくとも購入する者は多い。TSUTAYAなど大手のレンタルビデオショップなどでは、店舗や返却場所は限られるが、ダブルデッキ（パイオニアのPDR-WD**系）をレンタルできるサービスがある。当初はTSUTAYAとパイオニアのCDレコーダーとのコラボレーションも行われパイオニアのCDレコーダー/ポータブルCDプレイヤーの魅力をアピールしていた。
さらに近年ではレコード、カセットプレイヤーなどの一体型コンポにCDレコーダーを搭載した製品も中国などのアジア系メーカーが続々と発売し、思い出のアナログ音源を手軽に保存可能と謳う製品も存在しCDレコーダーの復権を図っているが、こうした極端に安価な機器であっても録音出来るディスクは音楽用CD-Rに限られている。またのちにティアックからも同様のコンセプトの機器を発売しCDレコーダー一体機では異例の再生テープセレクター（ハイポジション(IEC Type II / CrO2)、およびメタルポジション（IEC TYPE IV / Metal）対応）まで搭載しているなど比較的凝った内容の製品となっている。

## 主な機種
（★は現行機種、〈R〉は1996年以前に開発・製造・発売されたCD-R録音・再生専用機種であり、CD-RWを用いた録音・再生機能には非対応となる）
- パイオニア（ホームAV機器事業部。現・オンキヨーテクノロジー/ティアック）
  - RPD-1000〈R〉 - 日本メーカー初のCDレコーダー。業務用。
  - RPD-500〈R〉 - 業務用。ターンテーブルメカニズム搭載
  - PDR-D7 - 日本メーカー初のコンシューマー用CDレコーダー
  - PDR-D5
  - PDR-D50
  - PDR-N901
  - PDR-N902
  - PDR-WD7 - 3CDチェンジャーとのダブルデッキ
  - PDR-WD70 - 3CDチェンジャーとのダブルデッキ
  - X-MR7 - ミニコンポ一体型
  - X-RS9R - ミニコンポ一体型
  - PDR-NS1
- フィリップス
  - CDR880S - 業界初の民生用CDレコーダー
  - CDR560S
  - CDR765S
  - CDR570
  - CDR775 - ダブルデッキ
- 日本マランツ（現・マランツコンシューマーマーケティング）
  - CDR-1〈R〉 - 業界初のCDレコーダー。業務用。
  - CDR610 - 業務用
  - CDR615 - 業務用
  - CDR620 - 業務用
  - CDR630 - 業務用
  - CDR640 - 業務用
  - DR700
  - DR-17
  - DR450 - 3CDチェンジャーとのダブルデッキ
  - DR110 - マランツでは唯一のミニコンポサイズ
  - DR6000
  - DR6050 - ダブルデッキ
  - CDR631 - 業務用
  - CDR632 - 業務用
  - CDR500 - 業務用。ダブルデッキ
  - CDR510 - 業務用。ダブルデッキ
  - PSD300 - 業務用。ポータブルデッキ
  - PSD340 - 業務用。ポータブルデッキ
- ティアック（業務用はタスカムブランドとして展開）
  - RW-D250 - ダブルデッキ
  - RW-D280 - ダブルデッキ
  - RW-02 - 内蔵ドライブは自社製CD-W54E
  - RW-02USB - USB接続可能。内蔵ドライブは自社製CD-W54E
  - RW-H500
  - RW-H300
  - CD-RW5000 - 業務用
  - CD-RW33
  - CD-RW66 - 業務用
  - CD-RW700 - 業務用
  - CD-RW800
  - CD-RW750 - 業務用
  - CD-RW900 - 業務用
  - CD-RW901 - 業務用
  - CD-RW2000 - 業務用
  - CD-RW2000 V2 - 業務用
  - CD-RW2000 V3 - 業務用
  - CD-RW4U - 業務用。USB端子を搭載しPCと接続可能
  - CD-RW402 - 業務用。ダブルデッキ
  - CD-RW402 V3 - 業務用。ダブルデッキ
  - CC-222SL - 業務用。カセットデッキとのダブルデッキ
  - CC-222SLMKII - 業務用。カセットデッキとのダブルデッキ
  - CC-222MKIV - 業務用。カセットデッキとのダブルデッキ
  - CD-RW900SL - 業務用
  - CD-RW901SL - 業務用
  - CD-RW900MKII - 業務用
  - CD-RW901MKII - 業務用
  - CD-RW900SX★ - 業務用
  - SS-CDR1 - 業務用。コンパクトフラッシュに録音可能
  - BB-1000CD - 業務用。ポータブル。SDメモリーカードに録音可能
  - CD-RW880
  - CD-RW890
  - CD-RW890MKII
  - GF-350 - レコードプレーヤー･チューナー･スピーカー一体型
  - GF-650 - レコードプレーヤー･チューナー･スピーカー一体型
  - GF-450K7 - レコードプレーヤー･チューナー･スピーカー･再生専用カセットデッキ一体型
  - LP-R400 - レコードプレーヤー･チューナー･スピーカー一体型
  - LP-R500 - レコードプレーヤー･チューナー･スピーカー･再生専用カセットデッキ一体型
  - LP-R550 - レコードプレーヤー･チューナー･スピーカー･再生専用カセットデッキ一体型
  - LP-R450 - レコードプレーヤー･チューナー･スピーカー･再生専用カセットデッキ一体型
  - LP-R480 - レコードプレーヤー･チューナー･スピーカー･再生専用カセットデッキ一体型
  - LP-R550USB★ - レコードプレーヤー･チューナー･スピーカー･再生専用カセットデッキ一体型。USB端子搭載
  - LP-R550USB-WA★ - レコードプレーヤー･チューナー･スピーカー･再生専用カセットデッキ一体型。USB端子搭載（取扱店限定品）
  - LP-R550USB-P/PB -上記LP-R550USBのピアノブラックモデル
  - LP-R560K★ - 先述のLP-R550USBからPC接続専用のUSB出力端子を省略し、代わりに2系統の外部マイク入力端子（6.3mm標準モノラルマイクロホンジャック×2）を装備し、マイクミキシング機能に対応させたもの
  - LP-R520★ - レコードプレーヤー･チューナー･スピーカー･再生専用カセットデッキ一体型。
  - SS-CDR200 - 業務用。コンパクトフラッシュ・SDメモリーカード・USBメモリに録音可能
  - SS-CDR250N★ - 業務用。SDメモリーカード・USBメモリに録音可能
  - AD-RW900 - カセットデッキとのダブルデッキ。USBメモリに録音可能。USB端子を搭載しPCと接続可能。カセットデッキとしては最後のドルビーBタイプNR搭載
  - AD-RW950 - カセットデッキとのダブルデッキ。Phono入力を搭載しアナログレコードを録音可能
- ヤマハ（ホームAV機器事業部。現・ヤマハミュージックジャパン）
  - CDR1000 - 業務用
  - CDR-S1000
  - CDR-D651 - ダブルデッキ
  - CDR-HD1000 - 別売りのHDDを増設可能
  - CDR-HD1300 - 別売りのHDDを増設可能
  - CDR-HD1500 - 別売りのHDDを増設可能
  - MCX-1000 - 無線LAN搭載のCDレコーダー内蔵オーディオ配信システム
- ソニー（現・ソニーグループ）
  - CDR-W33 - 業務用
  - CDR-W66 - 業務用
  - RCD-W1 - ダブルデッキ
  - RCD-W50C - 5CDチェンジャーとのダブルデッキ
  - RCD-W500C - 5CDチェンジャーとのダブルデッキ
- デノン（デノン コンシューマー マーケティング、旧・日本コロムビア）
  - CDR-1000
  - CDR-W1500 - ダブルデッキ
  - CDR-M30
  - CDR-201SA
- オンキヨー（2代目までの法人。現・オンキヨーテクノロジー/ティアック）
  - DX-R700
  - CDR-205
  - CDR-205TX
  - CDR-201A
  - CDR-SX7
- 松下電器産業（現・パナソニックホールディングス））
  - SL-PR300 - 3CDチェンジャーとのダブルデッキ
- 日本ビクター（現・JVCケンウッド）
  - XL-R2010
  - XL-R5000 - 3CDチェンジャーとのダブルデッキ
  - XL-R5010 - 3CDチェンジャーとのダブルデッキ
  - XL-R1 - 業務用。コンパクトフラッシュに録音可能

- ケンウッド（現・JVCケンウッド）
  - SH-7CDR - ミニコンポ一体型。MDも搭載
- アイワ（初代法人。現・ソニーマーケティング）
  - XR-MR5 - ミニコンポ一体。　CDレコーダー以外の録音可能なレコーダーは無い
- CEC
  - RW2300 - ダブルデッキ
  - RW3300 - ダブルデッキ
- エレコム
  - PLEO CONCEPT-1 - ダブルデッキ。スピーカー内蔵であるが外部録音には対応していない
- オタリ
  - CDR-18 - 業務用
- ローランド
  - CD-2
  - CD-2e
  - CD-2i
  - CD-2u
- フォステクス（フォスター電機）
  - MR-8HD/CD
  - MR-16HD/CD
  - CR500 - 業務用
- BOSE
  - CDR-1410